# Лабендзюв
Лабендзюв (пол. Łabędziów) — село в Польщі, у гміні Моравиця Келецького повіту Свентокшиського воєводства.
Населення — 294 особи (2011).
У 1975-1998 роках село належало до Келецького воєводства.

## Демографія
Демографічна структура на день 31 березня 2011 року:
|          | Загалом | Допрацездатний вік | Працездатний вік | Постпрацездатний вік |
| -------- | ------- | ------------------ | ---------------- | -------------------- |
| Чоловіки | 147     | 42                 | 97               | 8                    |
| Жінки    | 147     | 35                 | 96               | 16                   |
| Разом    | 294     | 77                 | 193              | 24                   |